# Acropora spathulata
Acropora spathulata е вид корал от семейство Acroporidae. Видът не е застрашен от изчезване.

## Разпространение и местообитание
Разпространен е в Австралия, Индонезия, Нова Каледония и Папуа Нова Гвинея.
Обитава крайбрежията на океани и рифове.